# العلاقات الوسط إفريقية الغواتيمالية
العلاقات الوسط أفريقية الغواتيمالية هي العلاقات الثنائية التي تجمع بين جمهورية أفريقيا الوسطى وغواتيمالا.

## مقارنة بين البلدين
هذه مقارنة عامة ومرجعية للدولتين:
| وجه المقارنة                                              | جمهورية أفريقيا الوسطى      | غواتيمالا       |
| --------------------------------------------------------- | --------------------------- | --------------- |
| المساحة (كم2)                                             | 622.98 ألف                  | 108.89 ألف      |
| عدد السكان (نسمة)                                         | 4.66 مليون                  | 17.26 مليون     |
| الكثافة السكانية (ن./كم²)                                 | 7.48                        | 158.51          |
| العاصمة                                                   | بانغي                       | غواتيمالا       |
| اللغة الرسمية                                             | لغة فرنسية، اللغة السانغوية | اللغة الإسبانية |
| العملة                                                    | فرنك وسط أفريقي             | كتزال غواتيمالي |
| الناتج المحلي الإجمالي (بليون دولار)                      | 1.95 مليار                  | 75.62 مليار     |
| الناتج المحلي الإجمالي (تعادل القوة الشرائية) بليون دولار | 3.03 مليار                  | 126.21 مليار    |
| الناتج المحلي الإجمالي الاسمي للفرد دولار أمريكي          | 323                         | 3.90 ألف        |
| الناتج المحلي الإجمالي للفرد دولار أمريكي                 | 594                         | 7.45 ألف        |
| مؤشر التنمية البشرية                                      | 0.350                       | 0.627           |
| رمز المكالمات الدولي                                      | +236                        | +502            |
| رمز الإنترنت                                              | .cf                         | .gt             |
| المنطقة الزمنية                                           | ت ع م+01:00                 | 00              |

## منظمات دولية مشتركة
يشترك البلدان في عضوية مجموعة من المنظمات الدولية، منها:
| علم المنظمة | اسم المنظمة                               | تاريخ انضمام جمهورية أفريقيا الوسطى | تاريخ انضمام غواتيمالا |
| ----------- | ----------------------------------------- | ----------------------------------- | ---------------------- |
|             | مؤسسة التنمية الدولية                     | 27 أغسطس 1963                       | 27 أبريل 1961          |
|             | يونسكو                                    | 11 نوفمبر 1960                      | 2 يناير 1950           |
|             | وكالة ضمان الاستثمار متعدد الأطراف        | 8 سبتمبر 2000                       | 11 يوليو 1996          |
|             | الأمم المتحدة                             | 20 سبتمبر 1960                      | 21 نوفمبر 1945         |
|             | الاتحاد البريدي العالمي                   | ?                                   | ?                      |
|             | البنك الدولي للإنشاء والتعمير             | 10 يوليو 1963                       | 28 ديسمبر 1945         |
|             | الاتحاد الدولي للاتصالات                  | 2 ديسمبر 1960                       | 10 يوليو 1914          |
|             | منظمة حظر الأسلحة الكيميائية              | ?                                   | ?                      |
|             | مؤسسة التمويل الدولية                     | 1 أبريل 1991                        | 20 يوليو 1956          |
|             | المركز الدولي لتسوية المنازعات الاستشارية | 14 أكتوبر 1966                      | 20 فبراير 2003         |
|             | منظمة التجارة العالمية                    | ?                                   | ?                      |
|             | منظمة الشرطة الجنائية الدولية             | ?                                   | ?                      |

## وصلات خارجية
- موقع وزارة الخارجية الغواتيمالية